# ジンプリチシムス

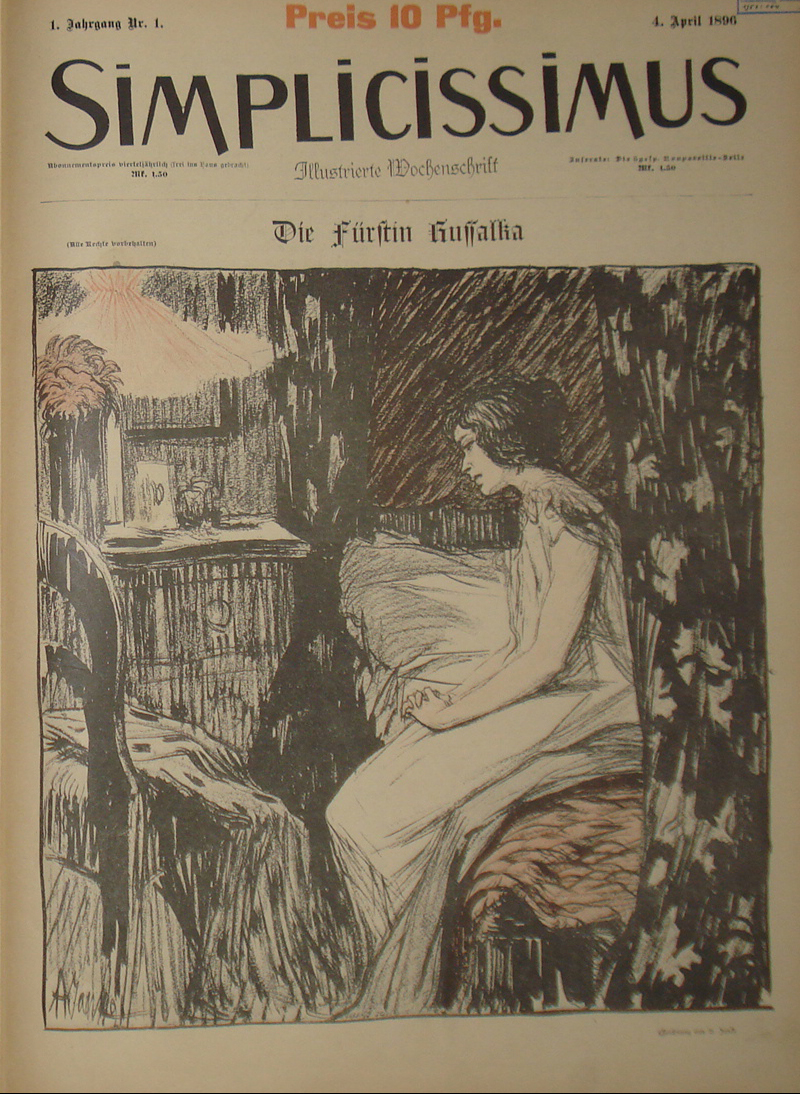
1896年の表紙絵

『ジンプリチシムス』（"Simplicissimus"） はドイツの社会風刺週刊誌、文芸誌である。パリで活動後、ミュンヘンに移ってきた出版社主、アルベルト・ランゲンが1896年4月に創刊した。1944年から1954年の間、中断し、1967年まで出版された、1964年からは隔週刊となった 。誌名は1668年のグリンメルスハウゼンの小説、『阿呆物語』（"Der abenteuerliche Simplicissimus"）からとられている。

## 概要
この雑誌に作品を載せた芸術家には、トーマス・マンやライナー・マリア・リルケをはじめヘルマン・ヘッセ、グスタフ・マイリンク、フランツィスカ・ツー・レーヴェントロー、ヤーコプ・ヴァッサーマンといった文学者やハインリヒ・クレイ、アルフレート・クービン、オットー・ニュッケル、ハインリッヒ・ツィレといった美術家がいる。
風刺的な記事もドイツ当局から、あまり厳しく規制されることはなかったが、1898年に皇帝、ヴィルヘルム2世の風刺的な表紙絵を掲載したことにより雑誌は没収され、社主のランゲンはスイスに5年間亡命し、罰金が科せられた。挿絵画家のトーマス・ハイネは６ヶ月の懲役、寄稿者のフランク・ヴェーデキントは７ヶ月の判決を受けた。1906年にも、ルートヴィヒ・トーマが、記事の内容から逮捕され、6ヶ月間、投獄された。このような紛争は、雑誌に注目を集めさせ、刊行部数のピークは85,000部に達した。第一次世界大戦が始まると、戦争遂行に協力するようになった。その後のドイツにおける社会に対する風刺や批判はジョージ・グロスやケーテ・コルヴィッツ、ジョン・ハートフィールドというような芸術家が担っていくことになった。
ワイマール共和国の時代にも、雑誌は出版され続け、左翼、右翼勢力の過激な行動を批判する立場であった。ナチスが次第に権力を握るようになると「シンプリシシムス」で活動する芸術家や作家に対して攻撃や脅迫を行ったが、刊行は禁止されなかった。 ユダヤ人の編集者、トーマス・ハイネは辞任を余儀なくされ、追放された。カール・アルノルト(Carl Arnold)、ガルブランソン(Olaf Gulbransson)、テニー（Edward Thöny）といった美術家によって1944年まで出版が続けられた。第2次世界大戦後、1954年に復刊され1967年まで出版された。

## ギャラリー

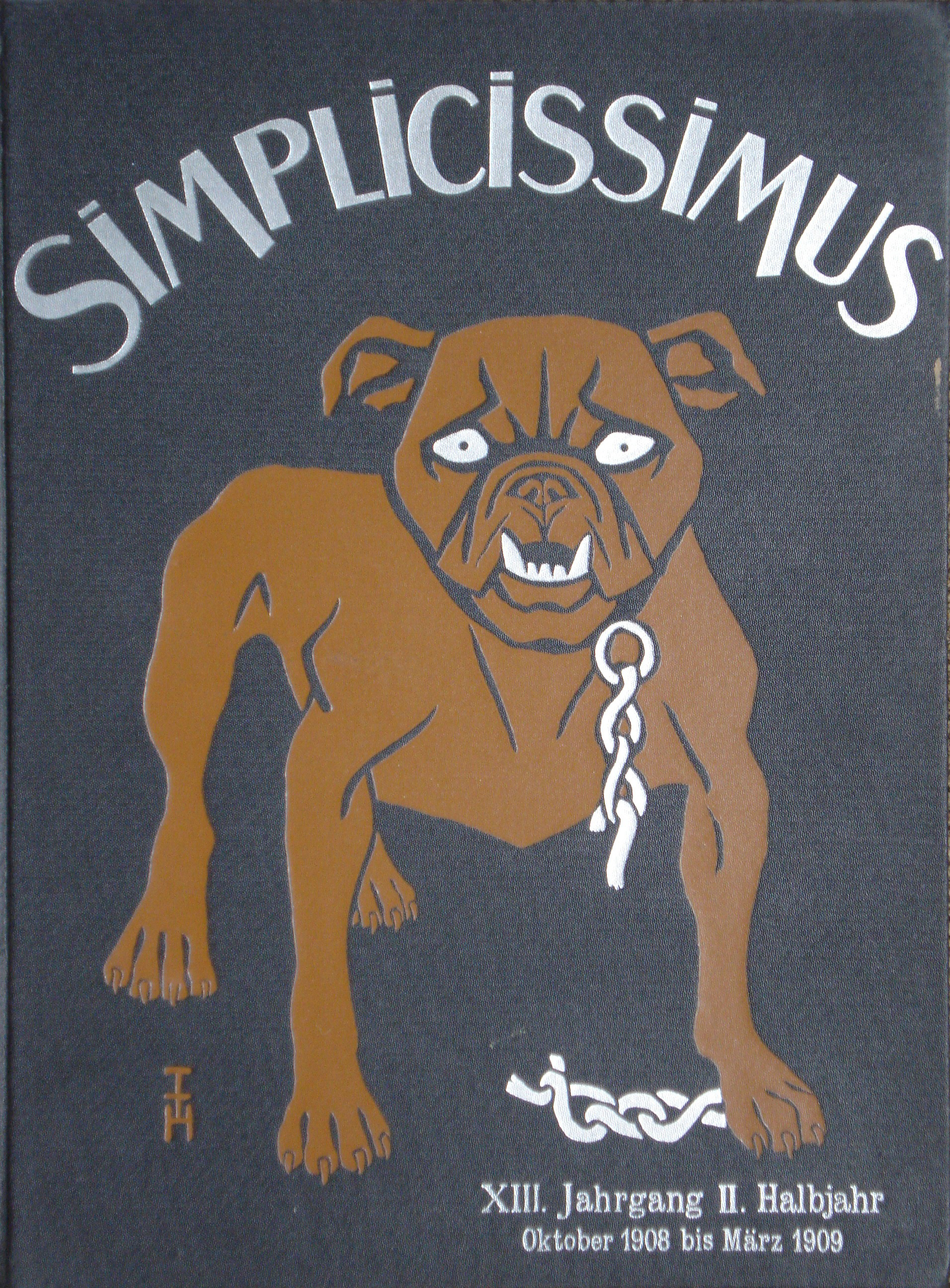
(画) トーマス・ハイネ  (1908)
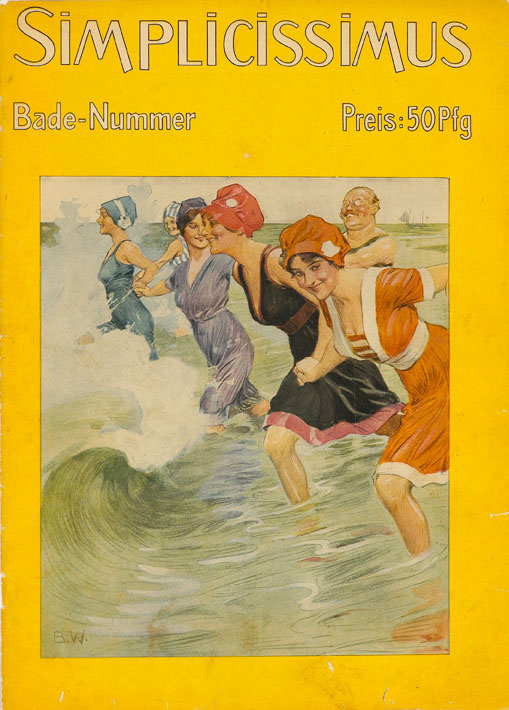
(画) ヴェンネルベリ(1913)
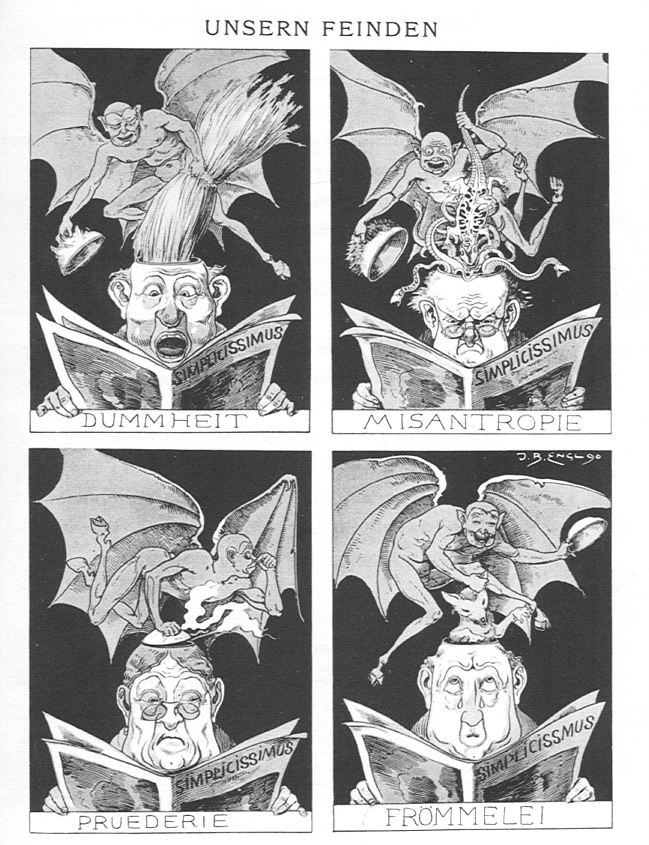
(画)ヨーゼフ・ベネディクト・エングル
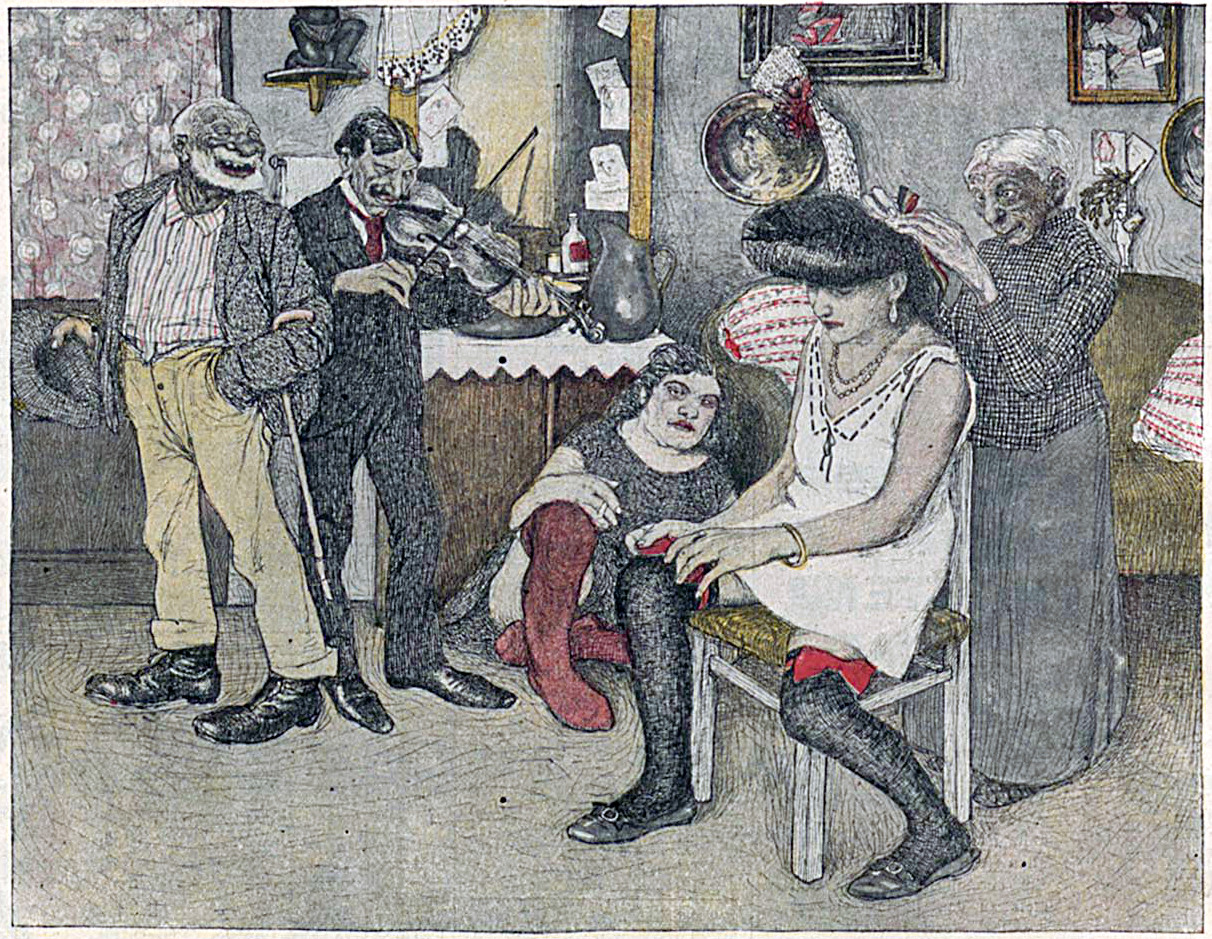
(画) ジュール・パスキン (c.1905)
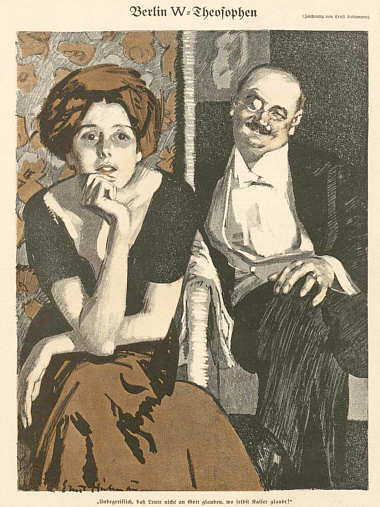
(画) ハイレマン(1911)
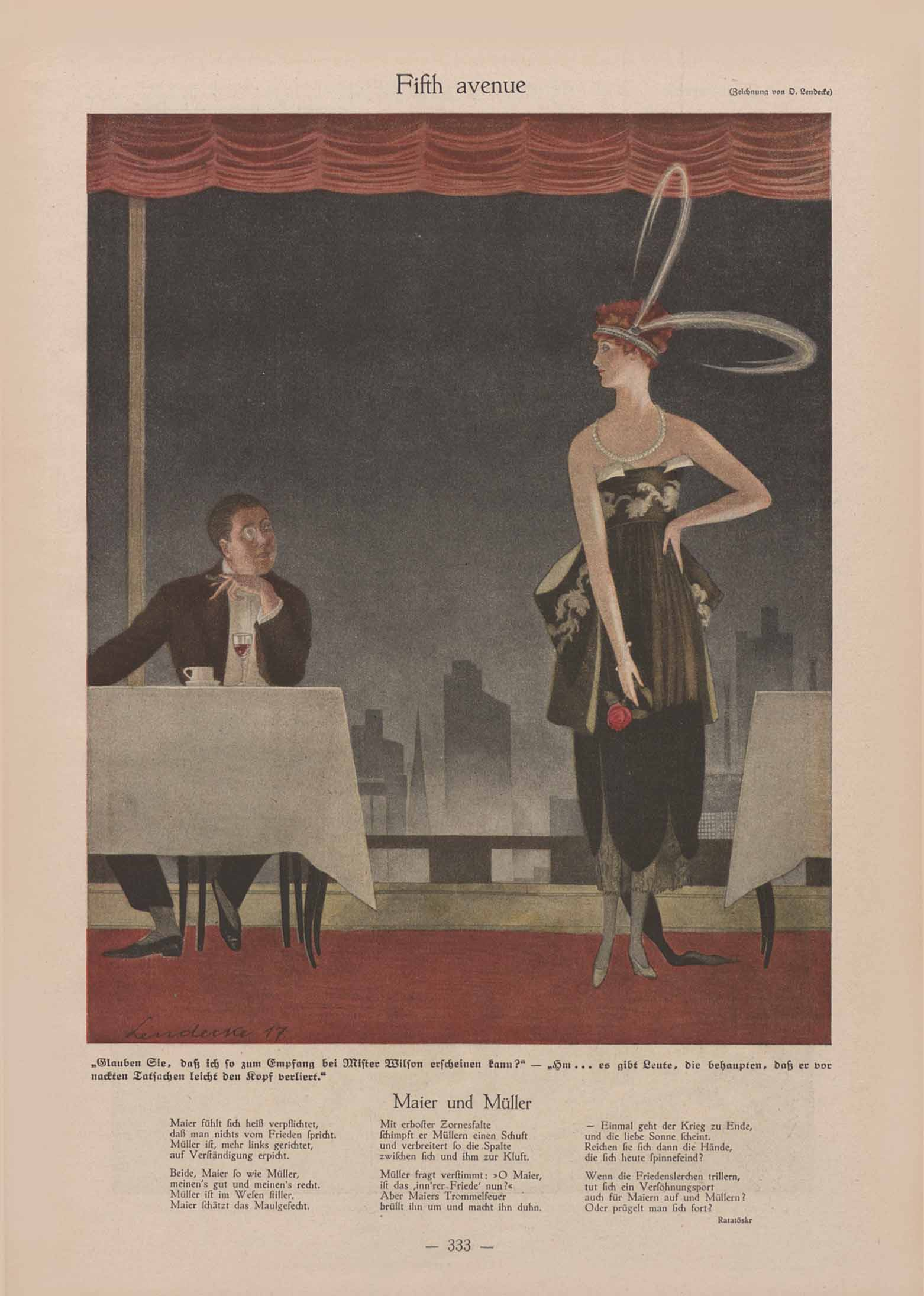
(画) レンデッケ  (1908)